# Liješnje, Kolašin
Liješnje este un sat din comuna Kolašin, Muntenegru. Conform datelor de la recensământul din 2003, localitatea are 28 de locuitori (la recensământul din 1991 erau 53 de locuitori).

## Demografie
În satul Liješnje locuiesc 27 de persoane adulte, iar vârsta medie a populației este de 53,3 de ani (47,8 la bărbați și 58,0 la femei). În localitate sunt 17 gospodării, iar numărul mediu de membri în gospodărie este de 1,65.
Populația localității este foarte eterogenă.
|  |

| Demografie | Demografie | Demografie |
| An         | Locuitori  | Locuitori  |
| ---------- | ---------- | ---------- |
|            |            |            |
|            |            |            |
|            |            |            |
|            |            |            |
| 1948       | 249        |            |
| 1953       | 245        |            |
| 1961       | 235        |            |
| 1971       | 169        |            |
| 1981       | 106        |            |
| 1991       | 53         | 53         |
| 2003       | 28         | 28         |

| \| Componența etnică conform recensământului din 2003[2] \| Componența etnică conform recensământului din 2003[2] \| Componența etnică conform recensământului din 2003[2] \| Componența etnică conform recensământului din 2003[2] \| Componența etnică conform recensământului din 2003[2] \| \| ----------------------------------------------------- \| ----------------------------------------------------- \| ----------------------------------------------------- \| ----------------------------------------------------- \| ----------------------------------------------------- \| \| \| \| \| \| \| \| Muntenegreni \| Muntenegreni \| \| 14 \| 50% \| \| Sârbi \| Sârbi \| \| 12 \| 42,85% \| \| necunoscută \| necunoscută \| \| 0 \| 0% \| |              |  |    |        |
| Componența etnică conform recensământului din 2003 |              |  |    |        |
| |              |  |    |        |
| Muntenegreni | Muntenegreni |  | 14 | 50%    |
| Sârbi | Sârbi        |  | 12 | 42,85% |
| necunoscută | necunoscută  |  | 0  | 0%     |